# William Longworth
William Longworth (* 26. September 1892 in Singleton; † 19. Oktober 1969 in Wahroonga, New South Wales) war ein australischer Schwimmer.
William Longworth wurde 1911 australischer Meister über 1320 Yards Freistil. 1912 wurde er für die kombinierte Delegation von Australien und Neuseeland, die als Australasien bei den Olympischen Sommerspielen 1912 antrat, nominiert. Im Rennen über 1500 Meter Freistil erreichte er das Halbfinale. Im  Rennen über 100 Meter Freistil zog er ins Finale ein. Aufgrund einer Sinusitis konnte er beide Male jedoch nicht starten.
Am 13. September 1915 trat Longworth der First Australian Imperial Force bei und diente ab November in Frankreich.